# Actaea savignii
Actaea savignii es una especie de crustáceo decápodo de la familia Xanthidae. Originalmente fue incluida en el género Cancer. Es la especie tipo del género Actaea.

## Distribución geográfica
Habita en el este del mar Mediterráneo, con ejemplares encontrados frente a las costas de Turquía e Israel.